# Tiverton Parkway
Tiverton Parkway – stacja kolejowa w mieście Tiverton w hrabstwie Devon na linii kolejowej Bristol - Exeter. Stacja niewyposażona w sieć trakcyjną. Powstała po zamknięciu pobliskiej stacji Tiverton Junction. Obsługuje zarówno pociągi osobowe jak i pośpieszne HST.

## Ruch pasażerski
Stacja obsługuje 405 222 pasażerów rocznie (dane za okres od kwietnia 2021 do marca 2022). Posiada bezpośrednie połączenia z Londynem, Bristolem, Taunton, Plymouth i Exeterem. Pociągi odjeżdżają ze stacji co godzinę w każdą stronę. 

## Obsługa pasażerów
Jest stacją typu park and ride dla miejscowości Tiverton, Cullompton i Wellington; parking obejmuje 175 miejsc dla samochodów i 40 dla rowerów.
Automaty biletowe, kasy biletowe, przystanek autobusowy z połączeniami do Cullompton i Tiverton, postój taksówek, bar. Stacja jest skomunikowana z krajowym szlakiem rowerowym nr 3.